# アツイヒビ
『アツイヒビ』は、緑川ゆきによる日本の漫画作品、及び同作品を表題とした漫画短編集。

## 概要
- 漫画作品は、2001年に『LaLa DX』（白泉社）9月号に掲載された読み切り作品。

- 漫画短編集は、表題作を含む読み切り作品4作品を収録。1 - 3の3作品は、同じ高校の生徒主人公として描いた作品。
  1. アツイヒビ
  2. 花の跡 - 『LaLa DX』2001年11月号に掲載
  3. 寒い日も。 - 『LaLa DX』2002年3月号に掲載
  4. 名前のない客 - 『LaLa』1999年5月号に掲載

## あらすじ
男子高校生の国吉は、川で生徒手帳を探す同級生・池田吾郎の姿を見かける。そこへ現れた同級生・室園は、拾った池田の手帳に殺人計画が書かれていたことを告げる。室園と協力して池田について調べていくうちに国吉は、最近再婚してできた義父と池田が上手くいっていないのではという噂を聞く。

### 短編集収録作品
｢花の跡｣｢寒い日も。｣は、｢アツイヒビ｣と同じ高校が舞台となっている。

#### 花の跡
菊池の机に、毎日少しずつ花の落書きが増えていく。その落書きは、定時制の授業で同じ机を使う倉田が書いたものだった。

#### 寒い日も。
遠山は、委員会で会う先輩の池田に恋心を抱く。しかし彼の心は、国吉と付き合い始めた室園に向いていた。

#### 名前のない客
要人を集めたパーティーで人質事件が発生。監禁された人質たちの部屋に少年が現れ、この中にいる｢立石英世｣という人物を救出するため依頼されて来たと告げる。しかし他の人質を思い遣ってか、｢立石英世｣は名乗り出ない。

## 書誌情報
- 緑川ゆき 『アツイヒビ』 白泉社〈花とゆめコミックス〉全1巻、2002年6月10日初版発行、ISBN 4-592-17799-1[1]